# Zračna luka Ilam
Zračna luka Ilam (IATA kod: IIL, ICAO kod: OICI) smještena je pokraj grada Ilama u jugozapadnom dijelu Irana odnosno Ilamskoj pokrajini. Nalazi se na nadmorskoj visini od 1342 m. Zračna luka ima jednu asfaltiranu uzletno-sletnu stazu dužine 3150 m, a koristi se za tuzemne letove. Vodeći zračni prijevoznik koji nudi redovne letove za Teheran-Mehrabad u ovoj zračnoj luci je Iran Aseman Airlines.

## Vanjske poveznice
- (engl.) [neaktivna poveznica]
- (engl.) DAFIF, Great Circle Mapper: IIL